# Фаэлан мак Колмайн

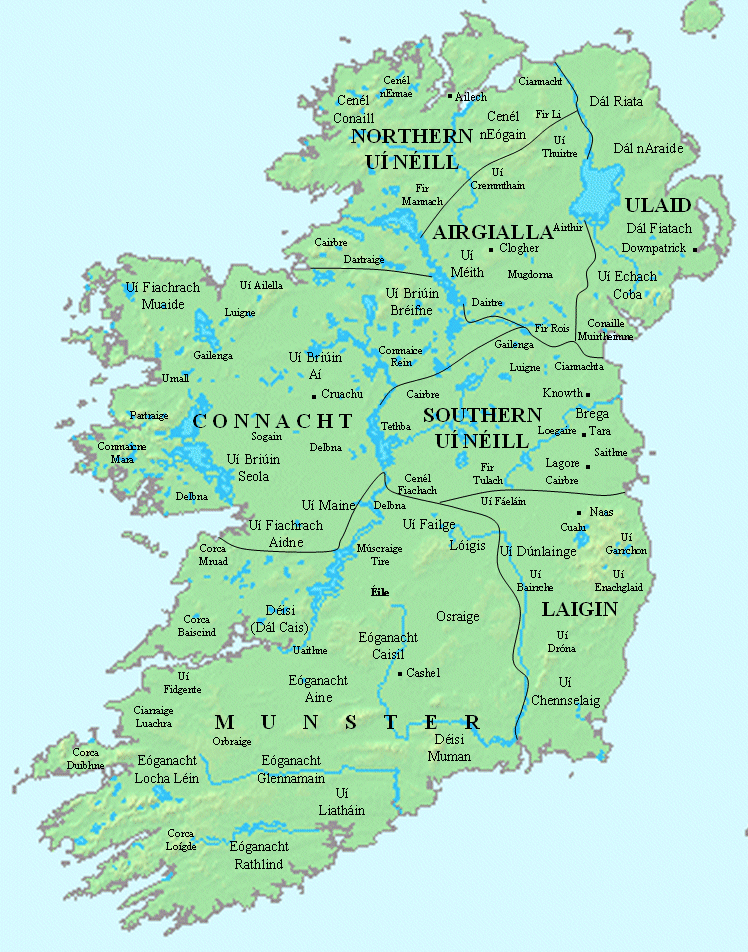
Ирландия в Раннее Средневековье

Фаэлан мак Колмайн (др.‑ирл. Fáelán mac Colmáin; умер в 666) — король Лейнстера (633—666), заложивший основы могущества рода Уи Дунлайнге.

## Биография

### Ранние годы
Фаэлан был одним из сыновей правителя Лейнстера Колмана Мара из рода Уи Дунлайнге. Родовые земли его семьи находились в долине реки Лиффи. Резиденция правителей этого небольшого лейнстерского королевства находилась в Майстиу (современном Муллагмасте).
В средневековой агиографической литературе рассказывается о том, что изгнанный своей мачехой, королевой Кайнех, из родного дома Фаэлан мак Колмайн был воспитан святым Кевином Глендалохским. Узнавшая о том, где нашёл убежище её пасынок, королева повелела разрушить обитель Кевина, но осуществить ей это так и не удалось. В легенде сообщается, что за намерение совершить подобной святотатство Кайнех постигла божья кара: она вскоре погибла, упав с высокой скалы вблизи Глендалохского монастыря. Это предание — воспоминание лейнстерских авторов о долговременном покровительстве, оказывавшемся правителями Уи Дунлайнге настоятелям Глендалохского монастыря. Известно, что брат Фаэлана, Аэд Чёрный, и его племянник Энгус мак Аэдо Финн были епископами Килдэра, что ещё больше усиливало власть королей Уи Дунлайнге над подвластными этим епископам землями. В ирландских сагах рассказ об изгнании Фаэлана передан иначе. В них сообщается, что Фаэлан был отправлен Колманом Мором под защиту святого Кевина, когда его супруга задумала убить своего пасынка, что король в гневе изгнал Кайнех, и что та умерла от горя в селении Слиаб Майге.
Первое упоминание Фаэлана мак Колмайна в ирландских анналах датировано 628 годом, когда в сражении с ним при Дума Айрхире пал король Уи Хеннселайг (Южного Лейнстера) Крундмаэл Болг Луата. Возможно, помощь ему в войне оказал король Миде Коналл Гутбинн из рода Кланн Холмайн, на сестре которого Фаэлан был женат. В записях анналов об этом событии Фаэлан упоминается как король всего Лейнстера, но вероятно, получение им этого титула следует относить к более позднему. Предполагается, что в 628 году Фаэлан был ещё только правителем небольшого королевства Уи Дунлайнге, располагавшегося в Северном Лейнстере.

### Король Лейнстера
В 633 году Фаэлан мак Колмайн и его союзники, король Мунстера Файльбе Фланн и правитель Миде Коналл Гутбинн, одержали победу в сражении при Ат Гоане (к западу от Лиффи) над лейнстерским королём из рода Уи Майл Кримтанном мак Аэдо. Правитель Лейнстера пал на поле боя. Вероятно, целью участников коалиции было свержение короля Кримтанна, покровительство которому оказывал их враг, верховный король Ирландии Домналл мак Аэдо. Начиная с этой даты Фаэлан упоминается в анналах как король Лейнстера.
Один из мунстерских трактатов утверждает, что король Файльбе Фланн выплачивал лейнстерскую дань Уи Нейллам, но Ф. Д. Бирн отверг это свидетельство как отражение позднейших мунстерских притязаний на власть над «половиной Муга» (Южной Ирландией).
В поэме Фланна Майнистреха «Síl Aeda Sláne na Sleg», написанной в XI веке и сохранившейся в «Лейнстерской книге», сообщается о том, что короли-соправители Бреги Конгал мак Аэдо Слане и Айлиль Арфист погибли в сражении при Ат Гоане, вмешавшись в междоусобную войну в Лейнстере. Их победителями названы Фаэлан мак Колмайн и Коналл Гутбинн. Однако по свидетельству анналов, правители Бреги погибли в битве при Лох-Третине во Фремайнне (современном Лох-Дретине около Фревин Хилла в графстве Уэстмит), сражаясь с войском короля Миде. Эти исторические источники датируют гибель королей Конгала и Айлиля 634 годом и не упоминают об участии в сражении лейнстерцев.
В 645 и 647 году Фаэлан мак Колмайн вёл войну против правителя Уи Хеннселайг Колгу Болг Луаты. В анналах какие-либо подробности о причинах и ходе этого конфликта отсутствуют. Известно только, что король Колгу погиб в сражении в 647 году, но кто был его победителем, не указывается.
В 660 году в сражении с Фаэланом мак Колмайном погиб король Осрайге Фаэлан мак Крундмайл. Это третья крупная победа, одержанная Фаэланом над своими врагами. Все они способствовали усилению авторитета его рода Уи Дунлайнге, ставшего наиболее влиятельной силой Лейнстера.
В ирландской саге «Борома» сообщается, что вступивший на престол в 665 году верховный король Ирландии Сехнуссах мак Блатмайк из Сил Аэдо Слане сначала требовал от Фаэлана мак Колмайна выплатить ему традиционную дать скотом, а затем, когда тот отказался это сделать, вторгся с большим войском в Лейнстер. Несмотря на то, что в его войске были отряды из королевств Брега, Кенел Конайлл, Айлех и Айргиалла, Сехнуссах в сражении при Лерг Мна Фине потерпел поражение от возглавлявшегося королём Фаэланом лейнстерского войска и был вынужден бежать с поля боя.
В «Лейнстерской книге» Фаэлан мак Колмайн наделён тридцатью годами правления. Предположительно, свидетельства о его смерти в анналах в 666 году основаны на этом или подобном королевском списке. Вероятно, что Фаэлан скончался от чумы, эпидемия которой охватила Ирландию в 664—666 годах. В то же время высказывается мнение о том, что Фаэлан мог умереть и ранее этой даты, например, не позднее 656 года, когда в сообщениях о смерти Крундмаэла Эрбуйлка тот упомянут как король Лейнстера. Вероятно, быстрому возвышению рода Уи Дунлайнге способствовал скреплённый родственными узами союз с правителями Кланн Холмайн, которые тем самым надеялись оказать давление на своих противников из Сил Аэдо Слане. Преемником Фаэлана на престоле Лейнстера был Фианнамайл мак Маэл Туйле из рода Уи Майл.

### Семья
Большинство правителей Лейнстера VII—XI веков принадлежали к потомкам короля Фаэлана мак Колмайна.
Известно о двух супругах Фаэлана мак Колмайна. Одной из них была Сарнат инген Эхах, принадлежавшая к лейнстерскому септу Фотайрт Феа, связанному тесными узами с епископами Килдэра. В этом браке у Фаэлана родился сын Коналл, отец лейнстерского короля Брана Мута. Другой женой Фаэлана была Уасал (умерла в 643 году), дочь короля Миде Суибне мак Колмайна и, таким образом, сестра Коналла Гутбинна.